# Kräftpest
Kräftpesten är en sjukdom hos bland annat den svenska flodkräftan (Astacus astacus) som orsakas av algsvampen Aphanomyces astaci. A. astaci klassas som en av världens 100 värsta invasiva arter.

## Historik
Det första dokumenterade utbrottet av kräftpest skedde i Italien på 1860-talet, varefter sjukdomen spreds till stora delar av Europa där den utrotade endemiska kräftpopulationer. Efter detta har spridningen fortsatt över hela Europa. 
A. astaci har påträffats i form av kroniska infektioner hos flera nordamerikanska kräftarter, vilka anses vara de ursprungliga värdarna för smittan. A. astaci introducerades i svenska vatten år 1907 via import av matkräftor. De första svenska vatten som drabbades var Mälaren och Hjälmaren där de inhemska kräftbestånden utrotades. Därefter spreds sjukdomen till hela södra Sverige.

## Livscykel förAphanomyces astaci
A.astaci förökar sig enbart könlöst genom att producera zoosporer. Förutom sporer så förekommer parasiten som mycel och cysta. Zoosporerna är det infektiösa stadiet som kan infektera nya kräftor. Spridningen till nya kräftor sker genom att sporerna är frisimmande. De simmar med hjälp av en flagell och attraheras till kräftor genom kemisk stimuli. Då sporerna hittat en värd så fäster de till kräftans skal, allra helst till de mjuka delarna av skalet. Efter att sporerna fäst till kräftan så tappar de sin flagell, bildar en cellvägg och blir en cysta. Skulle sporen ha satt sig på en ofördelaktig yta, så kan den återigen bilda en frisimmande zoospor. Denna process kan upprepas tre gånger vilket förlänger tiden och möjligheten för parasitens att befinna sig utanför sin värd. Efter att cystan har fäst till kräftan så börjar den växa in genom kräftans skal och in i kroppen. Under denna fas bildar parasiten ett mycel med hyfer. I slutet av infektionen så penetrerar hyferna återigen kräftans skal, men denna gång från insidan. På utsidan bildas ett sporangium varifrån det sedan släpps ut zoosporer. Dessa sporer släpps från den infekterade kräftan först när den blivit svårt sjuk eller har dött. En död och infekterad kräfta fortsätter att vara infektiös under minst fem dagar efter dödstilfället.

## Smittspridning
Kräftpesten är en mycket smittsam sjukdom och troligtvis är den minimala infektiösa dosen så låg som en zoospor. I och med sin smittsamhet så leder den till att populationer av flodkräftor som smittas senare dör ut. Spridning av kräftpesten mellan olika vattendrag kan ske med vatten som innehåller zoosporer eller infekterade kräftor som flyttas mellan olika vattendrag. Signalkräfta (Pacifastacus leniusculus) fungerar som smittspridare genom att bära på patogenen. Prevalensen hos individer av signalkräfta är hög, men exempel från Finland har visat på vattendrag där signalkräftor och flodkräftor samexisterar. Detta tyder på att inte alla populationer av P. leniusculus bär på patogenen. En infekterad signalkräfta är smittsam som levande till skillnad från flodkräftan som blir smittsam först några dagar efter att individen dött. För att inte riskera populationer av flodkräftor bör inte signalkräftor planteras i vatten där flodkräftan finns.
Sjukdomen framkallar dagaktivitet (se sjukdomsförlopp) vilket gör sjuka individer av A. astacus till lätta byten för predatorer som tex fåglar och däggdjur. Detta kan underlätta spridning mellan vattendrag genom att predatorer tappar hela eller delar av den infektiösa kräftan i nya vattendrag. Däremot är det inte troligt att kräftpesten sprids med avföring från däggdjur och fåglar som ätit infekterade kräftor, då parasiten inte överlever miljön i deras tarmar. Fiskar har dock bekräftats kunna sprida sjukdomen genom att patogenen kan passera genom fiskens tarmsystem levande. Man har även lyckats få A.astaci fästa till fjäll från död fisk. Det skulle kunna innebära att smittan kan spridas med fisk. Försök att sprida smittan med levande fisk har däremot inte lyckats, antagligen beroende på att fiskens slemskikt fungerar som en barriär mot patogenen hos levande fisk. Huruvida förflyttning av fisk kan sprida smittan via fiskens hud och fjäll är därför osäkert. Förflyttning av kontaminerade båtar, kanoter, fiskeutrustning m.m. som för med sig vatten kan däremot sprida smittan.

## Resistens
Kräftpesten kan smitta alla arter av sötvattenskräftor, men utöver dessa har den ingen annan värd. De tre nordamerikanska kräftarterna Orconectes limosus, Pacifastacus leniusculus och Procambarus clarkii är resistenta bärare av smittan. Av dessa är signalkräftan den enda kräftan i Sverige som har en naturlig resistens mot kräftpesten. Signalkräftan har en högre produktion av prophenoloxidas, det enzym som kontrollerar melanisering hos evertebrater, än tex flodkräftan. Melanisering är ett försvar hos evertebrater där patogena mikroorganismer kapslas in med melanin, vilket bildar en fysisk barriär runt patogenen. På detta sätt så kapslar immunförsvaret, hos signalkräftan, in A. astaci i melanin. Därmed kan kräftan stoppa infektionen, men den kan inte alltid döda patogenen, utan blir latent bärare. Inkapslingar hos infekterade signalkräftor kan ses som svarta märken på kräftans skal. Om individer av P. leniusculus blir stressade kan det leda till nedsatt immunförsvar och då kan infektionen ta sig förbi kräftans försvar och döda den annars resistenta signalkräftan. 
Antagligen är även andra försvarsmekanismer involverade i resistensen hos signalkräftan; till exempel har man sett att blod från signalkräftan är bättre på att hämma de enzymer som parasiten använder för att bryta ner kitin jämfört med den mera känsliga flodkräftan. Kräftans exoskelett är uppbyggt av kitin och parasiten använder nedbrytande enzym för att ta sig igenom detta. Genom att signalkräftan är bättre på att hämma denna process så har den större chans att stoppa infektionen.

## Sjukdomsförlopp
Infekterade kräftor drabbas av gradvis förlamning samt uppvisar onormalt beteende, såsom dagaktivitet. Detta ökar i sin tur den indirekta mortaliteten genom att predationsrisken ökar. Dödligheten hos infekterade flodkräftor är 100 % och inträffar oftast några veckor efter infektion. Sjukdomsförloppet kan delas in i följande faser:
1. Frisk: Om kräftan störs söker den snabbt skydd. Den är nattaktiv och uppehåller sig dagtid i gömslen. Gräver ofta ned sig i grus. Konstanta antennrörelser. Kräftan vänder sig till upprätt position inom fem sekunder om den läggs på rygg. Försvarar sig vid hantering.
2. Letargisk: Kräftan är obenägen att röra sig men söker långsamt skydd om den störs. Kan vända sig från ryggliggande till upprätt position men detta sker långsammare än för friska individer.
3. Svag: Individen rör sig med långsamma och mödosamma rörelser. Kräftan rör sig endast vid fysisk stimuli och undviker ej öppna miljöer. Svaga antennrörelser.
4. Stapplande: Kräftan tappar balansen och vänder sig upprepade gånger. Förlorad koordination och balans. Klor och andra extremiteter skrapas mot varandra och nyper andra delar av kroppen.
5. Utmattad: Kräftan ligger ofta på rygg eller sidan och kan inte längre vända sig till upprätt position. Skrapande och nypande rörelser ersätts nu av sporadiska viftande rörelser. Ena sidan av kroppen förlamas ibland innan den andra.
6. Nära döden: Individen mycket svag. Extremiteter hänger avslappnade om kräftan tas upp ur vattnet. Vid fysiskt stimuli kan mycket svaga rörelser synas.
7. Döden: Ofta liggande på rygg i öppen miljö.

## Motåtgärder
För att bekämpa A. astaci måste signalkräftpopulationen slås ut varefter A. astaci kommer att dö ut. Eftersom signalkräftan har etablerats i många olika typer av habitat är det svårt att finna en bekämpningsåtgärd som kan appliceras på alla populationer. Det finns dock en rad olika potentiella bekämpningsåtgärder såsom fiske, kemisk bekämpning, tillfällig habitatsförändring, biologisk bekämpning och predation. Fiske med till exempel burar, fällor och elektricitet är visserligen effektivt för att fånga kräftor men tids- och arbetsinsatsen som krävs är mycket hög. Chansen att utrota ett bestånd med denna metod är dessutom låg. Kemisk bekämpning kan vara en effektiv bekämpningsmetod men många kemikalier är icke-selektiva, vilket innebär att de har negativa effekter på andra arter än de önskade. Många av dessa kemikalier är också mycket dyra. Habitatsförändring görs i syfte att ta bort naturliga gömställen för kräftor och på så sätt minska förekomsten av dem. Detta har dock visat sig vara ineffektivt då det i praktiken är omöjligt att avlägsna alla möjliga gömställen. Biologisk bekämpning kan definieras som användandet av en art för att kontrollera förekomsten av en annan. Exempel på patogena organismer som kan användas för kontroll av kräftbestånd är bakterier, svampar, oomyceter och mikrosporidier. Eftersom kräftor är kannibalistiska och aggressiva är spridningen av patogener mellan kräftor hög, vilket innebär att biologisk bekämpning är en potentiellt effektiv bekämpningsmetod. Ett problem med denna metod är dock att introduktionen av nya arter i syfte att bekämpa kräftor kan orsaka stora problem i den nya miljön, något som har skett vid flera tillfällen. Kräftor är utsatta för predation av både däggdjur och vissa fiskarter. Dessa predatorers effektivitet varierar dock och beror till stor del på habitatstyp. Introduktion av nya eller förvaltning av existerande predatorer kan dock användas för att kontrollera kräftbestånd i kombination med andra bekämpningsmetoder, såsom fiske med burar.

## Utbredning
Kräftpesten har spridits med de resistenta nordamerikanska kräftorna och därför sammanfaller utbredningen av dessa kräftor med utbredningen av kräftpesten. Parasiten är endemisk i Nordamerika och den har därifrån spridit sig till stora delar av Europa. Sötvattenkräftor som är mottagliga för sjukdomen finns även i Australien men där har inte pesten rapporterats ännu. Trots den stora spridningen av pesten genom signalkräftan i Sverige så var Norge länge fritt från signalkräftor. Under 2006 rapporterades den första förekomsten av pestinfekterade signalkräftor i Norge.

### Länder i Europa där pesten rapporterats[22]
- Belgien
- Finland
- Frankrike
- Grekland
- Irland
- Italien
- Lettland
- Litauen
- Makedonien
- Norge
- Polen
- Portugal
- Ryssland
- Schweiz
- Spanien
- Storbritannien
- Sverige
- Turkiet
- Tyskland
- Österrike